# Stazione di Nishi-Ōya
La stazione di Nishi-Ōya (西大家駅?, Ipponmatsu-eki) è una stazione ferroviaria della città di Sakado, nella prefettura di Saitama in Giappone, ed è servita dalla linea Tōbu Ogose, diramazione della linea Tōbu Tōjō delle Ferrovie Tōbu.

## Linee
Ferrovie Tōbu
● Linea Tōbu Ogose

## Struttura
La stazione è dotata di un unico marciapiede con un solo binario passante, usato in entrambe le direzioni
| 1 | ● Linea Tōbu Ogose | per Ogose e Sakado |

## Stazioni adiacenti
| «           | Servizio    | »           |
| Linea Ogose | Linea Ogose | Linea Ogose |
| ----------- | ----------- | ----------- |
| Ippommatsu  | Locale      | Kawakado    |